# Министерство на металургията
Министерство на металургията е министерство в България, съществувало в периода 1985-1986 година.

## История
Създадено е на 18 май 1985 г. с указ № 1600 при реорганизацията на Министерството на енергийно-суровинните ресурси. Основната му задача е контрол и ръководство на отрасъла металургия, който наследява от Министерството на енергийно-суровинните ресурси заедно със съответните металургични обединения и предприятия.
Закрито е на 24 март 1986 г. с указ № 943.

## Министри на металургията
| правителство | име           | дати                       | партия | партия |
| ------------ | ------------- | -------------------------- | ------ | ------ |
| 74           | Тончо Чакъров | 18 май 1985 – 24 март 1986 | БКП    |        |